# Pe-2 (航空機)
Pe-2
- 用途：爆撃機
- 設計者：V・M・ペトリャコーフ
- 製造者：
- 運用者

  - ソ連空軍
  - ユーゴスラビア空軍
  - ポーランド空軍
  - チェコスロバキア空軍
- 初飛行：1939年12月22日
- 生産数：11,427機
- 運用開始：1941年
- 退役：1954年

ペトリャコーフPe-2はV・M・ペトリャコーフが設計したソビエト連邦の爆撃機であり、第二次世界大戦中に活躍したソ連の軍用機の中で最も多用途性のある航空機である。

## 開発経緯
TsAGIに1921年から所属していたV・M・ペトリャコーフは金属製主翼の設計を担当した後、1936年からは大型爆撃機の開発を中心とするZOK実験組織の所長に就任。新コンセプトの爆撃機の開発を進めていたが、1937年に投獄される。いわゆる、スターリンの大粛清で逮捕された彼は、第156航空機工場（GAZ-156）のCCB-29特別刑務所に投獄。獄中で、KB-100と呼称される設計局を組織し、VI-100（VIは高高度戦闘機の略称）を開発するように命じられる。これこそが、Pe-2の礎となった機体であった。

## VI-100からPe-2へ
金属製主翼の設計を担当していただけあって、V・M・ペトリャコーフの応力外皮構造の設計は複雑ではあったが、優秀であった。双発の水冷式エンジンは綺麗にカバー内に収められて、ソ連流である主翼内に冷却水ラジエターを設ける構造だった。
さらに、このラジエターの冷却空気は主翼前縁からダクトを通って、主翼上面のシャッターの隙間から排出され、出力を増す事を意図していた。エンジンには過給機、可変プロペラを装備した。機内装置の全ては電気化され、これはアメリカの影響を受けたものだといわれている。
1939年、VI-100の試作機の一号機が初飛行を記録。高度10,000mで時速630kmを記録する。しかし、三座型の爆撃機仕様を量産に移すように命令が下る。理由は定かでないが、これは仮想敵国の中に高高度爆撃機を持ち合わせている国が無く、高高度戦闘機の開発が必要ないと判断されたためだといわれている。三座型の爆撃機型、PB-100は1940年に認可され、試作機が製造された。VI-100との違いはダイブブレーキ（急降下速度を減速させる）の追加、機体構造や主翼の形状変更など、多岐にわたる。過給機も取り外されてしまった。これが実戦に送り出され、1941年から始まった量産型は設計者であるV・M・ペトリャコーフを敬してPe-2と改称された。Pe-2は、操縦系統の設備が非常に注目を引いた最初のソ連の航空機である。事実、やや度を越しており、主操縦系統に18個の電気式のサーボ機構と油圧装置が装備されていた。

## 実戦
ドイツ軍のバルバロッサ作戦が開始される頃には約450機が生産され、そのうち約300機が第24爆撃連隊や第5高速爆撃連隊に配属されていた。着陸速度も200km/hを超し、特に初期型では操縦性にかなり難があったものの、高速性はパイロット達も評価し、「ペシュカ」と呼んで親しんだ。これはロシア語で「小さなPe、チェスのポーン」という意味である。また、防護能力も乗員の為の装甲9mmを施し、燃料タンクにも自動防漏機能（被弾時の燃料漏れを防ぐ）などが施されていた。搭載エンジンはクリーモフ製VK-105 V型12気筒水冷エンジンを搭載し、定格出力は1100馬力。これはイスパノ製12Yのライセンス生産型だった。のちにPF-2やVK-105PFといったYakシリーズのエンジンを搭載するようになる。1945年初頭に生産が中止されるまで、約11,500機が生産された。
V・M・ペトリャコーフは自身の設計局（OKB）が保有していたPe-2の試作機の事故によって1942年1月12日に他界した。
実戦として、独ソ戦開始時からソ連対日参戦にまで幅広く参加している。急降下爆撃機に分類される本機であるが、実際に急降下爆撃を行うことは1943年秋までは稀で大部分が水平爆撃か緩降下爆撃であり、1943年後も急降下爆撃は常ではなく要所要所でのみ実行された。これはPe-2の爆撃目標の大部分が道路や倉庫等の動かない固定目標だった事、急降下爆撃の実行は戦果も増えるが損失が跳ね上がると当時爆撃機航空部門の責任者であるポルビンが唱えた事による。（実際にポルビン自身も1945年2月に本機による急降下爆撃任務中、対空砲により戦死している）
爆撃任務の他には高速偵察機として全戦線で使用された。そのまま本機を偵察機として使用する部隊もあれば、Pe-2R型のように偵察任務に不必要な爆撃装備を外す改造を施す所もあった。
また本格的な戦闘機型であるPe-3とは別にГнейс-2（1942年時のソ連製航空機搭載対空レーダー）を装備した夜間戦闘機型も生産されモスクワでの夜間航空戦に投入されてもいる。
海軍航空隊では多く使用され、偵察、爆撃、対潜哨戒を担う便利屋として特別海軍航空グループ（OMAG）の1部門を任された。
ソ連対日参戦でも多く運用され、8月9日までに555機（稼働状態525機）が現地に配備された。
赤軍以外での使用として。
ドイツ空軍が鹵獲した初期型7機がドイツ製部品による改造をへてフィンランド空軍に配備され、バルト海での哨戒に1946年まで使用された。
1944年にフランス人義勇パイロット達により本機によるラングドック爆撃機連隊が結成されるが、ソ連機の運用に慣れず不評であった、ドイツ降伏と共に解散。
1944年、ソ連で3個連隊の本機からなるポーランド爆撃機師団が編成。しかし1945年5月末に戦闘準備が整ったため、実戦には参加せず。その後113機のPe-2と11機のUPe-2がポーランドに移管され、1951年まで使用された。
戦後に30機のPe-2と2機のUPe-2がチェコスロバキアに移管され、1951年2月まで運用された。
また、Pe-2はブルガリア（96Pe-2および2UPe-2）およびユーゴスラビア（123Pe-2および9UPe-2）に納入された。
なおNATOコードネームは『バック（鹿）』

## 機体データ
Pe-2 (1940年)
出典: Soviet air power in world war II
諸元
- 乗員: 3名
- 全長: 12.78 m
- 全高:
- 翼幅: 17.15 m
- 翼面積: 40.5 m2
- 空虚重量: 5,363 kg
- 運用時重量: 7,500 kg
- 動力: クリモフ M-105 液冷エンジン 、 （1,050 hp）   × 2

性能
- 最大速度: 540 km/h (高度5,000 m)
- 航続距離: 1,315 km
- 実用上昇限度: 8,850 m
- 上昇率: 高度5000mまで9.3分
- 離陸滑走距離: 362 m

武装
- 7.62mm 機関銃4丁
- 爆弾: 通常600kg, 最大1,000kg

三面図（空冷エンジン搭載型）

- 生産数： 11,427機（戦闘機型のPe-3 bis、その他の派生型含む）

## 型式一覧
VI-100
原型となった試作高高度戦闘機。
PB-100
VI-100からの試作爆撃機型。
Pe-2
最初の生産爆撃機型。エンジンはVK-105RAエンジン(1,100馬力)を搭載。
Pe-2B
1944年から生産された爆撃機型。
Pe-2D
エンジンをクリーモフ VK-107Aに変更した爆撃機型。
Pe-2FT
中期生産爆撃機型。7.62mm後部旋回機銃を追加。
Pe-2FZ
前線任務航空機と呼ばれた型。機首のガラス張りが廃止された。
Pe-2I
ヴラジーミル・ミハーイロヴィチ・ミャスィーシチェフによって改設計された爆撃機型。リモート式の尾部機銃、VK-107(1,650馬力) エンジンを搭載し最高速度656km/h、爆弾搭載量は1,000kg。生産は5機。
Pe-2K
Pe-2IのエンジンをVK-107PFに変更した型。少数生産。
Pe-2K RD-1
尾部にグルシュコ RD-1ロケットエンジン搭載した試験機。最高速度は785km/h。
Pe-2M
爆弾倉を拡大して500kg爆弾4発搭載可能にした型。
Pe-2MV
ShVAK20mm機関砲1門とUB12.7mm機銃2挺を胴体下部ゴンドラに追加装備した試作機。
Pe-2/M-82
M-82(シュベツォフ ASh-82)エンジン搭載の試作機。
Pe-2R
燃料搭載量を増やした3座の偵察機型。少数生産。
Pe-2Sh
地上攻撃機型。20mm機関砲2門、12.7mm機銃2丁または、各1ずつ混載した連装機銃2基を胴体下部に装備。
Pe-2VI
高高度戦闘機型。単座で操縦席は与圧され、エンジンはVK-107を搭載。
Pe-2UT
練習機型。Pe-2S、UPe-2とも呼ばれる。
Pe-3
長距離夜間戦闘機型。20mm機関砲２門、12.7mm機銃２挺を装備。207機生産。
Pe-3bis
改良型。ShVAK20mm機関砲2門(機首)、UBK12.7mm機銃2挺（翼内）、UBT12.7mm機銃1挺（後席）、ShKAS7.62mm機銃1挺（尾部）装備。152機生産。
Pe-4
戦闘機型。少数生産。
B-32
戦後チェコスロバキアで使用されたPe-2FT型。
CB-32
戦後チェコスロバキアで使用されたPe-2UT型。

## 現存する機体
| 型名        | 番号   | 機体写真 | 所在地                      | 所有者                           | 公開状況 | 状態     | 備考                                                                       |
| ----------- | ------ | -------- | --------------------------- | -------------------------------- | -------- | -------- | -------------------------------------------------------------------------- |
| Pe-2FT B-32 | 2/225  | 写真     | チェコ プラハ               | スタラ・エーロフカ               | 公開     | 静態展示 |                                                                            |
| Pe-2FT      | 16/141 |          | ノルウェー ヌールラン県     | 国立ノルウェー航空博物館         | 公開     | 静態展示 |                                                                            |
| Pe-2FT      |        |          | ロシア モスクワ州           | 連邦文化芸術研究所中央空軍博物館 | 公開     | 静態展示 | 旧塗装                                                                     |
| Pe-2        |        | 写真     | ロシア スヴェルドロフスク州 | UMMC軍事・自動車機器博物館       | 公開     | 静態展示 |                                                                            |
| Pe-2FT      |        |          | ポーランド マゾフシェ県     | ポーランド軍博物館               | 公開     | 静態展示 |                                                                            |
| Pe-2        |        | 写真     | ロシア タタールスタン共和国 | ポベディ公園 (Park Pobedy)       | 公開     | 静態展示 | カザン市の公園に展示されている。                                           |
| Pe-2        |        |          | ロシア タタールスタン共和国 | ブグリマ市                       | 公開     | 静態展示 | 市内のヴェチニ・オゴニという建物の北東側にあるポールの上に展示されている。 |